# بيب سي
بيب سي (بالفرنسية: Pape Sy)‏ مواليد 5 أبريل 1988 في فرنسا، هو لاعب كرة سلة فرنسي. بدأ مسيرته الاحترافية في سنة 2005. تم اختياره من قبل فريق أتلانتا هوكس خلال الدرافت. يلعب مع ستراسبورغ أي جي في الدوري الفرنسي لكرة السلة الدرجة الأولى. يحمل الرقم 10. يبلغ طوله 6 قدم 7 بوصة (2.0 م).

## المسيرة الاحترافية
لعب مع إس تي بي لو هافر في الدوري الفرنسي من سنة 2005 إلى 2010، ثم لعب مع أتلانتا هوكس في موسم 2010–2011، ثم لعب مع بي سي إم جرافيلين في الدوري الفرنسي في موسم 2011–2012، ثم لعب مع لو مان سارت باسكت من سنة 2012 إلى 2014، ثم لعب مع بي سي إم جرافيلين في الدوري الفرنسي من سنة 2014 إلى 2016، ثم لعب مع ستراسبورغ أي جي في سنة 2016.

## إحصائيات المسيرة

### الموسم الاعتيادي
| السنة   | الفريق       | لعب | بدأ | دقيقة | ميداني% | ثلاثية | حرة   | ارتداد | صنع | استلاب | تصدي | نقطة |
| ------- | ------------ | --- | --- | ----- | ------- | ------ | ----- | ------ | --- | ------ | ---- | ---- |
| 2010–11 | أتلانتا هوكس | 3   | 0   | 7.0   | .333    | .000   | 1.000 | 1.0    | .7  | .3     | -    | 2.3  |
| المسيرة |              | 3   | 0   | 7.0   | .333    | .000   | 1.000 | 1.0    | .7  | .3     | -    | 2.3  |

### الأدوار الإقصائية
| السنة   | الفريق       | لعب | بدأ | دقيقة | ميداني% | ثلاثية | حرة  | ارتداد | صنع | استلاب | تصدي | نقطة |
| ------- | ------------ | --- | --- | ----- | ------- | ------ | ---- | ------ | --- | ------ | ---- | ---- |
| 2011    | أتلانتا هوكس | 4   | 0   | 2.8   | .667    | .000   | .500 | .3     | .8  | .3     | -    | 1.5  |
| المسيرة |              | 4   | 0   | 2.8   | .667    | .000   | .500 | .3     | .8  | .3     | -    | 1.5  |

## روابط خارجية
- بيب سي على موقع الاتحاد الدولي لكرة السلة (الإنجليزية)
- بيب سي على موقع سبورتس رفرنس (الإنجليزية)
- بيب سي على موقع كرة السلة الأوروبية.كوم (الإنجليزية)
- بيب سي على موقع ريلجم (الإنجليزية)
- بيب سي على موقع بروبوليرز (الإنجليزية)
- بيب سي على موقع سبورتس رفرنس (الإنجليزية)
- بيب سي على موقع سبورتس رفرنس (الإنجليزية)